# Вівчарик золотогузий
Вівча́рик золотогузий (Phylloscopus orientalis) — дрібний птах родини вівчарикових (Phylloscopidae).

## Таксономія
Раніше вважався підвидом вівчарика світлочеревого (Phylloscopus bonelli), але дослідження Джорджа Сангстера та його команди в 2002 році та Девіда Паркіна в 2003 році прийшли до висновку, що птахи, які живуть у східній і західній Європі, незважаючи на подібний зовнішній вигляд, належали до різних видів. Тому західні популяції зберегли наукову назву Phylloscopus bonelli, а східні популяції розглядалися як окремий вид Phylloscopus orientalis.

## Поширення
Ареал гніздування простягається від Балкан до Туреччини, а Динарські Альпи є його західною межею. За оцінками, європейська популяція налічує від 28 000 до 108 000 гніздових пар. Найбільші популяції в Греції, Болгарії та Туреччині. Іноді зустрічається в Центральній Європі. Східні популяції займають зону розмноження з початку квітня до вересня, потім мігрують до Східної Африки від Судану до Ефіопії.
Мешкає в основному на лісистих схилах. Розподіл висот простягається від рівня моря до 1800 метрів.

## Опис
Невеликий птах, завдовжки 11-12 см з розмахом крил 18-19 см. Верхня частина тіла сірувато-коричнева, світліша, ніж у P. bonelli, а низ від дзьоба до хвоста білий. Круп зеленкуватий. Біла смуга перетинає темні очі. Дзьоб маленький і загострений, а ноги коричневі. Самці і самки мають однакове забарвлення.